# 勞伯斯巴赫河
50°3′47.52″N 9°28′25.83″E / 50.0632000°N 9.4738417°E

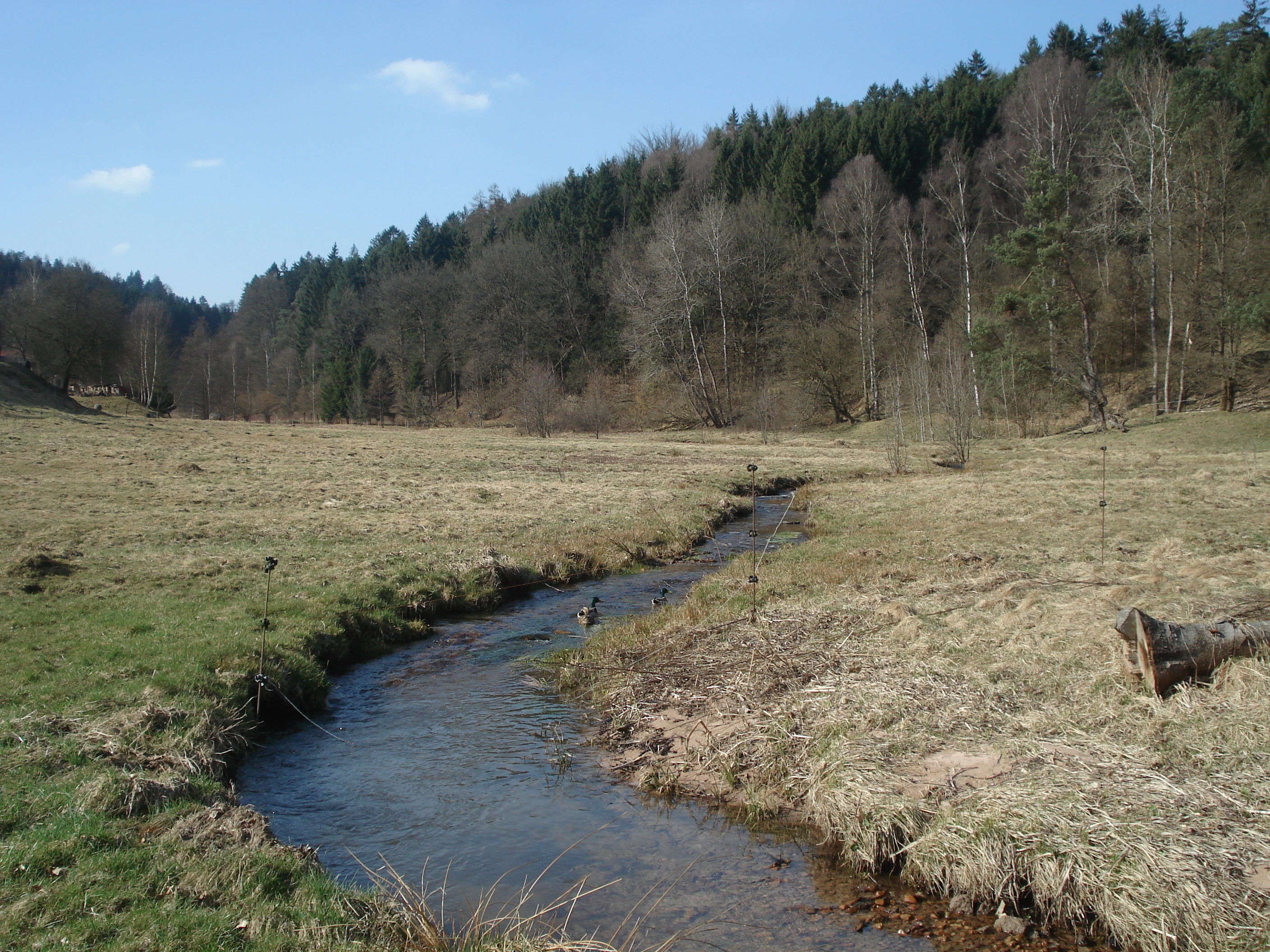

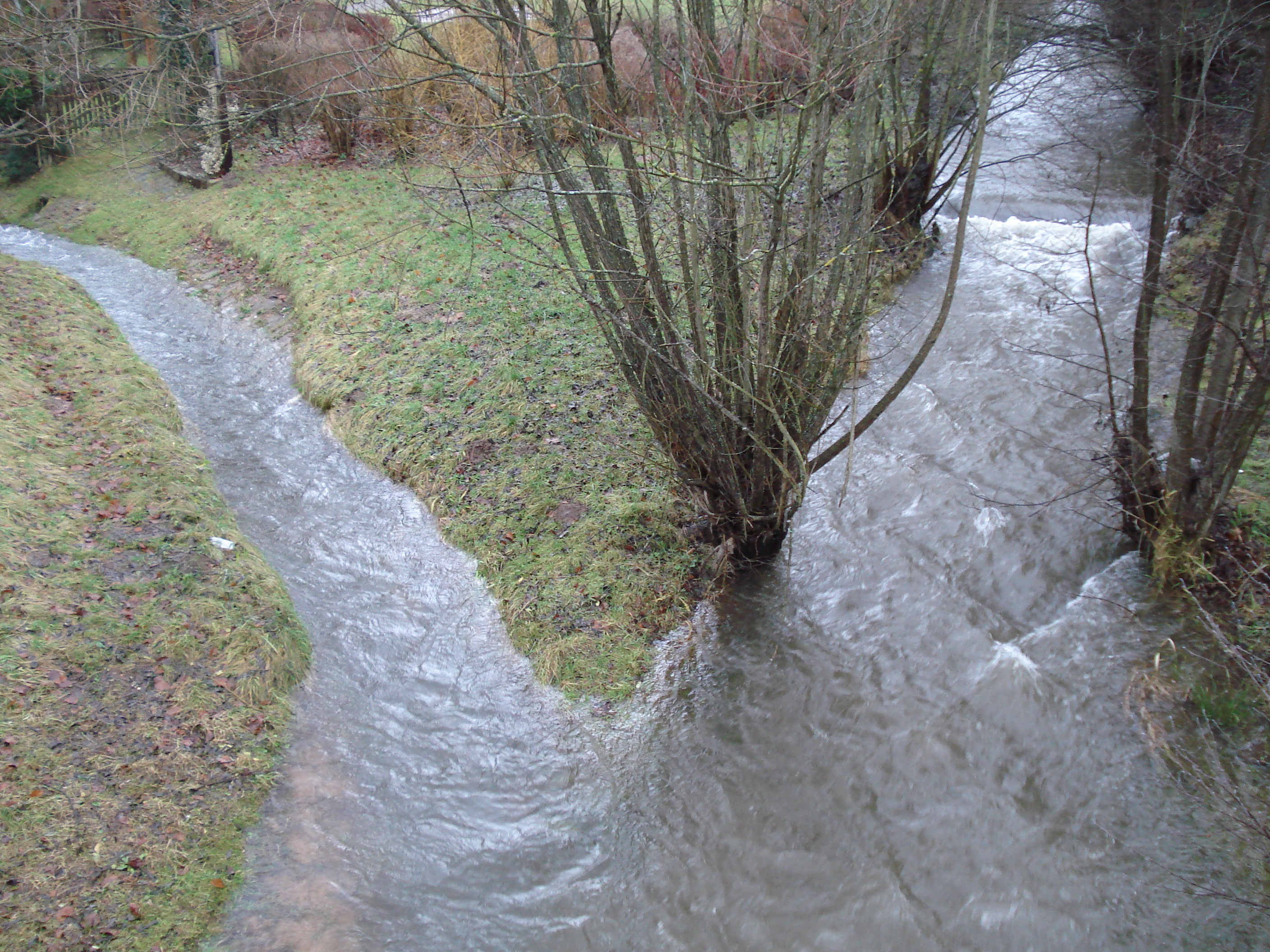

勞伯斯巴赫河（德語：Laubersbach），是德國的河流，位於該國中部，流經巴伐利亞和黑森州，屬於洛爾河的右支流，河道全長8.7公里，流域面積14.5平方公里。